# Catacore
Genre
Catacore est un genre de lépidoptères (papillons) de la famille des Nymphalidae et de la sous-famille des Biblidinae qui ne comprend qu'une seule espèce, Catacore kolyma.

## Systématique
Le genre a été créé  par Lawrence Samuel Dillon en 1948.

## Liste espèces et sous-espèces
- Catacore kolyma (Hewitson, 1851)
  - sous-espèce Catacore kolyma kolyma ; présente en Équateur, au Pérou et au Brésil
  - sous-espèce Catacore kolyma pasithea (Hewitson, 1864) ; présente en Équateur